# Joseph Veverka
Joseph Veverka (Pelhřimov, 1941) è un astronomo statunitense.

## Biografia
Nacque nel 1941 a Pelhřimov nell'allora Cecoslovacchia (oggi nella Repubblica Ceca). Lasciò il paese con i suoi genitori nel 1948 per rifugiarsi prima in Francia e poi in Canada. Nel 1951 la sua famiglia si stabilì a Cochrane, nell'Ontario, dove crebbe.
Studiò fisica presso il Queen's College di Kingston, dove si laureò. Intraprese il dottorato in fisica presso l'Università di Harvard, negli Stati Uniti, ma ne cambiò l'argomento in ambito astronomico in corso d'opera, collaborando con Fred Whipple e conseguendo il dottorato nel 1970.
Dal 1970 insegna presso la Cornell University, assumendo il ruolo di direttore del Dipartimento di Astronomia dal 1999 al 2007.
Gli interessi scientifici di Veverka si focalizzano sulle scienze planetarie, con particolare interesse ai satelliti naturali, anelli planetari e corpi minori del sistema solare.
Ha collaborato a numerose missioni della NASA. Nel 1974 propose di lanciare una sonda spaziale che esplorasse la Cometa Kohoutek. Proposta che si è in qualche modo concretizzata nella missione CONTOUR, della quale era direttore scientifico e successivamente in Stardust-NExT, della quale è stato "Principal Investigator". Ha collaborato inoltre alle missioni Mariner 9, Viking, Galileo, NEAR Shoemaker, Mars Global Surveyor e Deep Impact, nello sviluppo dei sistemi di raccolta delle immagini. Nel caso della sonda NEAR Shoemaker in particolare è stato responsabile scientifico sia della fotocamera multispettrale, sia dello spettrometro infrarosso. È stato più volte membro del Comitato sull'Esplorazione planetaria della NASA e dello Space Studies Board.

## Onorificenze
L'asteroide 2710 Veverka è così denominato in suo onore.
Nel 1979 ha ricevuto una medaglia della NASA per Exceptional Scientific Achievement (scoperta scientifica eccezionale) per i suoi studi sulle lune di Marte, Deimos e Fobos. Per il ruolo svolto durante la missione NEAR ha ricevuto nel 2001 il National Air and Space Museum Trophy, consegnatogli dal National Air and Space Museum.